# Dual-touchscreen

En dual-touchscreen er en computer- eller telefonskærmopsætning, som bruger to skærme, hvoraf den ene eller begge kan være berøringsegnede, til at vise både elementer af computerens grafiske brugergrænseflade og virtualiserede implementeringer af almindelige inputenheder, herunder virtuelle tastaturer. Normalt i en computer med dual-touchscreen computer eller computerenhed, vises de mest vedvarende GUI-elementer og funktioner på den ene, håndtilgængelige berøringsskærm (skifter med den anvendte softwareapplikation) sammen med det virtuelle tastatur, mens den anden er mere optisk centreret display bruges til de brugerbegrænsefladeelementer, som enten er mindre eller aldrig tilgået af brugergenereret adfærd.
Denne tilgang minder om den, som den håndholdte Nintendo DS-spilkonsol har, hvor brugergenererede handlinger initialiseres på den nedre resistive berøringsskærm, mens de resulterende grafiske visninger udføres på den øverste skærm. Den samme tilgang blev vedtaget på dens efterfølger-enhed, Nintendo 3DS, og et lignende koncept blev skabt til Nintendos ellevte hjemmekonsol, Wii U, med dens controllers resistive berøringsskærm brugt på samme måde som den nederste del af DS/3DS, og den sekundære skærm forbundet til konsollen.